# 조선로동당 39호실

조선로동당의 구조

조선로동당 39호실(朝鮮勞動黨39號室, 영어: Room 39, Central Committee Bureau 39 of the Workers' Party of Korea, Bureau 39, Division 39, Office 39)은 조선민주주의인민공화국의 외화 획득 기관이다. 조선로동당의 재정경리부이며, 조선로동당 중앙위원회 정무국에 소속되어 있다. 미 육군 대학 전략 연구소의 논문에 따르면 마약 밀매, 화폐 위조, 위조 담배 밀매 등 불법 활동을 지휘하는 당 위원장의 직속 기관이라고 하고 있다.

## 김정은 금 300톤 보유설
데일리 NK에서는 2006년 발표한바에 따르면 2001년에 탈북한 사람에 말에 의하면 현재 39호실에 현재 금을 김정일이 금 300톤을 보유하였다고 밝힌 바가 있음을 알수가 있다는 것이다.
현재 조선민주주의인민공화국은 김정일에 300톤의 금을 보유하고 있고 이를 지금 한화로 계산하면 16조 9,000억원의 자산이 있음을 알수가 있고 이를 50억 달러(한화 5조 8,000억 원)을 합하면 현재 22조 7,000억 원(미화 195억 달러)의 자산이 있음을 확인이 되었고 특히 추가 여분까지 합하면 최대 500억 달러의 자산이 있다고 알려져 있다.
현재 김정일은 급사하여 결국 김정은에게 300톤의 금과 50억 달러의 자산이 승계가 되었고 추가로 500억 달러도 승계가 점점 이루어져 있는 상태로 알려져 있음을 알수가 있다.
현재 김정은에게는 195억 달러(한화 22조 7,000억 원)가 있음을 확인이 된 상태로 알려져 있다.